# Nécrose cellulaire
La nécrose cellulaire est la nécrose qui touche la cellule, considérée individuellement. Elle se différencie ainsi de la nécrose tissulaire. Elle désigne les modifications morphologiques irréversibles coïncidant avec la mort cellulaire. Ces modifications touchent aussi bien le noyau que le cytoplasme. Il s'agit d'un des deux types de mort cellulaire avec l'apoptose, à distinguer toutefois de l’autolyse qui est une autodestruction cellulaire ou tissulaire qui survient après la mort ou par défaut de fixation.
Irréversible, la nécrose cellulaire peut être précédée par des lésions de dégénérescence cellulaire qui sont, elles, réversibles. Elle est observable lorsque la cellule morte reste dans un environnement vivant, et doit donc être distinguée de l’autolyse.

## Causes de la nécrose cellulaire
La nécrose cellulaire peut avoir diverses origines :
- Anoxie, en particulier ischémie.
- Agents physiques, trauma mécanique, thermique, radiations.
- Agents chimiques et médicamenteux.
- Agents infectieux : virus, bactéries, champignons, parasites.
- Réactions immunologiques.
- Déséquilibres nutritionnels.